# 瓜生津隆真
瓜生津 隆真（うりゅうづ りゅうしん、1932年〈昭和7年〉9月22日 - 2015年〈平成27年〉2月12日）は、日本の仏教学者・浄土真宗僧侶。京都女子大学名誉教授、元同学長。父は龍谷大学名誉教授の瓜生津隆雄。
滋賀県出身。龍谷大学文学部卒業、東京大学大学院インド哲学科修了。専攻は仏教学。文学博士。真宗の学僧としても著名である。
2015年2月12日、肺炎のため死去。

## 著作物
著書
- 『ナーガールジュナ研究』（春秋社、1985年）
- 『信心と念仏〈現代の真宗8〉』（弥生書房、1990年）
- 『浄土三部経3 阿弥陀経〈聖典セミナー〉』（本願寺出版社、1997年）
- 『蓮如上人御一代記聞書 現代語訳』（大蔵出版、1998年）
- 『仏教を生きる4 慈悲の光 浄土三部経』（中央公論新社、2000年）
- 『仏教からの心の教育をめざして』（自照社出版、2001年）
- 『龍樹―空の論理と菩薩の道』（大法輪閣、2004年）
- 『真宗がわかる20のQ&A』（探究社 第4版、2008年）

論文
- CiNii>瓜生津隆真
- INBUDS>瓜生津隆真